# 小松線
小松線（日语：／）是一條連接石川縣小松市小松站至鵜川遊泉寺站之間，由北陸鐵道營運的鐵路線。隨著機動化開始盛行使客量大幅減少。此線成為了北陸鐵道經營合理化的對象，於1986年（昭和61年）5月31日後全線廢除。

## 路線數據
- 路線距離（營業距離）：5.9公里（最頂盛時期）
- 車站數目：8座（包含起終點站）
- 軌距：1067mm[1]
- 雙線區間：沒有（全線單線）
- 電氣化區間：全線（直流電600V）[1]
  - 遊泉寺變電站：回轉變流機（交流電一方454V，直流電一方600V）直流電一方輸出功率150kW。1台常用，1台後備，製造商為三菱電機[4]。該回轉變流機後來遷移至博物館明治村以供電給京都電氣鐵道（日语：京都電気鉄道）車輛[5]。
- 閉塞方式：電話電報閉塞

## 運行形態
大約在路線中間位置加賀八幡站進行列車交會。早上和黃昏向約20分鐘一班，日間約60分鐘一班。截至在廢除前，一日設有20個往返班次。

## 歷史
小松線的前身是白山電氣鐵道（取得許可時為白山鐵道）。當時構思鐵路線連接位於鳥越村的金名鐵道（後來為北陸鐵道金名線）釜清水站で。連同鳥越村內的鈴木源平共67名發起人申請敷設鐵路線，在1926年（大正15年）3月批出敷設許可，區間為能美郡小松町至同郡中海之間。在11月公司成立。公司成立的資本為65萬日圓，但是未能籌集足夠資金，因此不足部分透過借款彌補，以便可進行建設鐵路工程。在1929年（昭和4年）5月，小松至遊泉寺（後來名為鵜川遊泉寺）之間開業。在開業後同年12月，因債權人訴訟而宣告破產。在1930年（昭和5年）4月，破產宣告被上訴而取消。隨後，管理層變動頻繁及發生內部衝突，例如要求確認股東會決議無效訴訟。由於債務不斷積累，資本最終減少了一半。後來再次注入175,000日圓資金，使資本變為50萬日圓。
後來由於戰時體制，鵜川遊泉寺附近的洞穴內建設了海軍軍需部的設施和中島飛行機的疏開工場。另外由於北陸本線手取川橋樑被破壊，當時需要建設鐵路繞道而行。在1945年（昭和20年）5月，鵜川遊泉寺至加賀佐野之間取得敷設鐵路許可。而縣當局（縣警察）也同時進行私鐵整合項目，在1942年（昭和17年）成立的北陸鐵道後，開始合併縣內的鐵路公司。最後還未合併的公司包括小松電氣鐵道和淺野川電氣鐵道，當時兩間鐵路拒絕合併。經石川縣警察部推薦下，北陸鐵道的經理前保安課長西村朝榮負責合併事情，作出反對的社長町谷彥作被拘留在小松署期間，小松電氣鐵道完成合併至北陸鐵道。
在戰後由於鐵路線滿足了通勤和上學的需求。在1967年（昭和42年），一年約有2,126,000人使用小松線。但是後來由於建設了並行道路，使客量急劇減少。在1983年（昭和58年）回落至只有約623,000人使轮。北陸鐵道實施一些措施以削減經費，包括把車站無人化，但是收支情況仍然惡化。在1984年（昭和59年）便向小松市長申請把小松線廢除。由於道路工程延誤，加上替代巴士的營運商不是北陸鐵道，而是舊・尾小屋鐵道的小松巴士（當時，現時變為北鐵加賀板巴士），因此進行談判比較困難。在1986年（昭和61年）4月，達成共識並同意開設巴士代行。最後在同年5月31日後把小松線廢除。
- 1906年（明治39年）4月 遊泉寺至礦山口之間的馬車鐵路開業。
- 1907年（明治40年）11月 小松至遊泉寺至礦山口之間和加賀八幡至金屋支線之間的遊泉寺銅山專用鐵道全線開通[13]。當時由蒸氣機関車（7公噸）牽引，並開始貨運和客運業務。
- 1918年（大正7年）7月 隨著礦山關閉礦山口至鵜川遊泉寺之間被廢除[14]。
- 1926年（大正15年）
  - 3月22日 向白山鐵道批出鐵道許可（能美郡小松町至同郡中海村字中之峠之間 動力：蒸氣）[15]。
  - 4月10日 公司改名為白山電氣鐵道[16]。
  - 11月20日 白山電氣鐵道株式會社成立[17]。
- 1927年（昭和2年）7月13日 批出鐵道許可（能美郡國府村地內 鵣川遊泉寺至大谷）[18]。
- 1928年（昭和3年）2月25日 鐵道許可失效（能美郡中海村字原至同郡中之峠之間，理由：在指定期限內未能完成工程）[19]。
- 1929年（昭和4年）
  - 5月15日 為了敷設鐵路至白峰村（日语：白峰村）（現時：白山市），白山電氣鐵道小松至遊泉寺（後來名為鵜川遊泉寺）之間開業[1][20]。
  - 12月23日 宣布破產[21][22]。
- 1930年（昭和5年）4月14日 破產宣告因上訴而被取消破產[23][22]。
- 1933年（昭和8年）4月24日 部分區間被廢除（獲得許可）（能美郡國付村字鵜川至同郡中海村字原之間）[24]。
- 1935年（昭和10年）1月15日 決定開始拍賣[25]。
- 1936年（昭和11年）12月14日 若杉站啟用[26]。
- 1937年（昭和12年）11月4日 公司改名為小松電氣鐵道[1]。
- 1945年（昭和20年）
  - 7月20日 轉讓路線等資產予北陸鐵道後公司解散[1]。
  - 11月29日 取得鐵道許可（加賀佐野站至鵜川遊泉寺站之間）[注 2]。
- 1951年（昭和26年）6月7日 鐵道許可失效（加賀佐野站至鵜川遊泉寺站之間）。
- 1960年（昭和35年）4月1日 沖站啟用[26]。
- 1986年（昭和61年）6月1日 全線廢線[1][2]。

## 使用狀況

### 運輸業績
以下為小松線近年的運輸業績。當中，運輸人次的單位為萬人。在運輸人次的數値中，最高值為紅色，於最高値以後的年度中之最低値為藍色。在最高値以前年度中之最低値為綠色。
| 各年度的運輸業績   | 各年度的運輸業績                | 各年度的運輸業績                | 各年度的運輸業績                | 各年度的運輸業績                | 各年度的運輸業績 | 各年度的運輸業績 |
| 年 度              | 運輸業績（乘車人次）：萬人/年度 | 運輸業績（乘車人次）：萬人/年度 | 運輸業績（乘車人次）：萬人/年度 | 運輸業績（乘車人次）：萬人/年度 | 運輸密度 人/1日  | 備 註            |
| ------------------ | ------------------------------- | ------------------------------- | ------------------------------- | ------------------------------- | ---------------- | ---------------- |
| 年 度              | 通勤定期票                      | 上學定期票                      | 非定期票                        | 合 計                           | 運輸密度 人/1日  | 備 註            |
| 1977年（昭和52年） | 26.0                            | 43.5                            | 35.7                            | 105.3                           | 1,782            |                  |
| 1978年（昭和53年） | 29.3                            | 41.8                            | 32.7                            | 103.9                           | 1,784            |                  |
| 1979年（昭和54年） | 21.2                            | 35.1                            | 33.6                            | 90.0                            | 1,591            |                  |
| 1980年（昭和55年） | 17.7                            | 29.8                            | 34.2                            | 81.9                            | 1,456            |                  |
| 1981年（昭和56年） | 15.6                            | 27.4                            | 31.3                            | 74.4                            | 1,321            |                  |
| 1982年（昭和57年） | 13.2                            | 23.0                            | 29.1                            | 65.2                            | 1,162            |                  |
| 1983年（昭和58年） | 12.1                            | 21.2                            | 29.0                            | 62.3                            | 1,094            |                  |
| 1984年（昭和59年） | 10.0                            | 19.1                            | 24.2                            | 53.3                            | 950              |                  |
| 1985年（昭和60年） | 8.2                             | 21.1                            | 25.6                            | 54.9                            | 961              |                  |
| 1986年（昭和61年） | 1.1                             | 2.6                             | 5.0                             | 8.7                             | 992              | 路線廢除         |

### 收入業績
以下為小松線近年的收入業績。當中，收入的單位為千日圓。在收入數値中，最高值為紅色，於最高値以後的年度中之最低値為藍色。在最高値以前年度中之最低値為綠色。
| 各年度的收入業績   | 各年度的收入業績          | 各年度的收入業績          | 各年度的收入業績          | 各年度的收入業績          | 各年度的收入業績          | 各年度的收入業績         | 各年度的收入業績   |
| 年 度              | 客運車費收入：千日圓/年度 | 客運車費收入：千日圓/年度 | 客運車費收入：千日圓/年度 | 客運車費收入：千日圓/年度 | 客運車費收入：千日圓/年度 | 運輸雜項收入 千日圓/年度 | 總合計 千日圓/年度 |
| ------------------ | ------------------------- | ------------------------- | ------------------------- | ------------------------- | ------------------------- | ------------------------ | ------------------ |
| 年 度              | 通勤定期票                | 上學定期票                | 非定期票                  | 手提小行李                | 合 計                     | 運輸雜項收入 千日圓/年度 | 總合計 千日圓/年度 |
| 1977年（昭和52年） | 41,273                    | ←←←←                      | 37,592                    | 27                        | 78,892                    | 661                      | 79,554             |
| 1978年（昭和53年） | 44,042                    | ←←←←                      | 41,050                    | 32                        | 85,125                    | 770                      | 85,896             |
| 1979年（昭和54年） | 43,496                    | ←←←←                      | 45,028                    | 35                        | 88,560                    | 842                      | 89,403             |
| 1980年（昭和55年） | 37,558                    | ←←←←                      | 45,510                    | 47                        | 83,116                    | 1,049                    | 84,166             |
| 1981年（昭和56年） | 33,127                    | ←←←←                      | 41,820                    | 55                        | 75,003                    | 1,507                    | 76,511             |
| 1982年（昭和57年） | 27,846                    | ←←←←                      | 38,858                    | 64                        | 66,768                    | 1,108                    | 67,876             |
| 1983年（昭和58年） | 28,057                    | ←←←←                      | 43,358                    | 61                        | 71,476                    | 858                      | 72,335             |
| 1984年（昭和59年） | 27,207                    | ←←←←                      | 39,968                    | 78                        | 67,253                    | 1,219                    | 68,471             |
| 1985年（昭和60年） | 27,655                    | ←←←←                      | 45,416                    | 82                        | 73,153                    | 984                      | 74,137             |
| 1986年（昭和61年） | 3,908                     | ←←←←                      | 9,614                     | 0                         | 13,522                    | 200                      | 13,722             |

### 白山（小松）電氣鐵道時代的運輸收支業績
| 各年度業績 | 各年度業績     | 各年度業績     | 各年度業績       | 各年度業績       | 各年度業績       | 各年度業績                | 各年度業績       |
| 年度       | 客運人次（人） | 貨運量（公噸） | 營業收入（日圓） | 營業支出（日圓） | 營業利潤（日圓） | 其他支出（日圓）          | 支付利息（日圓） |
| ---------- | -------------- | -------------- | ---------------- | ---------------- | ---------------- | ------------------------- | ---------------- |
| 1929       | 201,936        | 213            | 19,412           | 23,098           | ▲ 3,686          |                           | 40,804           |
| 1930       | 193,388        | 287            | 19,133           | 23,703           | ▲ 4,570          | 雜項損失125,470           | 56,002           |
| 1931       | 180,059        | 500            | 18,161           | 19,425           | ▲ 1,264          | 雜項損失338               |                  |
| 1932       | 164,721        | 506            | 16,814           | 14,909           | 1,905            | 雜項損失1,290             | 33,539           |
| 1933       | 201,357        | 1,857          | 20,422           | 17,353           | 3,069            | 出售未使用土地的損失7,190 | 413              |
| 1934       | 215,928        | 2,217          | 21,986           | 20,559           | 1,427            | 折舊500                   | 120              |
| 1935       | 250,201        | 548            | 未有報告         | 未有報告         | 未有報告         | 未有報告                  | 未有報告         |
| 1936       | 122,911        |                | 12,857           | 11,007           | 1,850            | 折舊1,850                 |                  |
| 1937       | 352,562        | 17,847         | 67,520           | 64,927           | 2,593            |                           | 853              |
| 1939       | 450,657        | 740            |                  |                  |                  |                           |                  |
| 1941       | 573,143        | 770            |                  |                  |                  |                           |                  |
| 1943       | 797,323        | 5,563          |                  |                  |                  |                           |                  |
| 1945       | 1,060,273      | 6,206          |                  |                  |                  |                           |                  |

- 參考自各年度版《鐵道統計資料》、《鐵道統計》、《國有鐵道陸運統計》。

## 車站列表
車站名稱和所在地取自廢除一刻。所有車站都在石川縣小松市。
| 中文站名   | 日文站名 | 英文站名      | 站間營業距離 | 累計營業距離 | 接續路線                                        |
| ---------- | -------- | ------------- | ------------ | ------------ | ----------------------------------------------- |
| 小松       |          | Komatsu       | -            | 0.0          | 國鐵：北陸本線 尾小屋鐵道：尾小屋線（新小松站） |
| 沖         |          | Oki           | 0.9          | 0.9          |                                                 |
| 打越       |          | Uchikoshi     | 1.2          | 2.1          |                                                 |
| 若杉       |          | Wakasugi      | 0.4          | 2.5          |                                                 |
| 加賀八幡   |          | Kaga-yawata   | 0.7          | 3.2          |                                                 |
| 佐佐木     |          | Sasaki        | 0.7          | 3.9          |                                                 |
| 輕海       |          | Karumi        | 1.4          | 5.3          |                                                 |
| 鵜川遊泉寺 |          | Ugawa-yusenji | 0.6          | 5.9          |                                                 |

## 車輛
MoHa500形（MoHa501-503）
在前身白山電氣鐵道開業引入了由新潟鐵工所新製造的木製四輪兩軸車。全長8米，載客量40人。當初車隊編號定為1-3，後來經合併後於1949年進行編號重組，改為MoHa501-503。在1956年，503被遷移至加南線，成為該線的工程車，其餘兩架在引入轉向架車時率先退役。501在1963年，502在1965年退役。
SaHa510形（SaHa511）
原本車輛在金石線前身金石電氣鐵道時代，於1938年向鐵道省購入的木製轉向架客車。一共3架（12-14）。12在1949年轉移至此線。同年車隊編號改為SaHa511。在1965年退役。
SaHa300形（SaHa301, 302）
原本車輛來自前余市臨港軌道。全長7米，為一架半鋼製兩軸車（前汽油列車KiHa101, 102），在車側安裝了裝載平台。在1943年於石川總線上行走。在1949年，車隊編號從HaFu30, 31改為SaHa301, 302。翌年轉移至小松線。在1963年退役。
MoHa550形（MoHa551）
原本車輛來自山中線前身山中電軌，當時隨著山中至大聖寺之間電氣化，於1912年新製了一架車輛，型號為DeHa2。在1929年，車身重製。後來經過改車隊編號後，於1951年轉移至小松線。在1956年轉移至石川線成為工程車。
MoHa1000形（MoHa1001, 1002）
在1947年由日本鐵道自動車製造的半鋼製轉向架車。與近江鐵道KuHa21形（2代）差不多一樣。原本於松金線行走，在1955年廢除後，於翌年轉移至小松線。在1971年退役，由MoHa3000形取代。
SaHa570形（SaHa571）
原本車輛來自加南線前身溫泉電軌。在1922年製造，為一架木製轉向架車DeHa15。後來車隊編號改為MoHa841。在1957年轉移至小松線時拆除電氣設備。在1965年退役。
MoHa1200形（MoHa1201）
原本車輛來自能美線前身能美電氣鐵道。在1938年由木南車輛製造，為一架半鋼製轉向架車DeBo301。後來車隊編號改為MoHa1201。後來曾經在金石線上行走，於1962年轉移至小松線。在1971年退役前，車輛的集電裝置都是Z型集電弓。
SaHa700形（SaHa701）
原本車輛來自金石電氣鐵道。在1937年由日本車輛製造，當時的車型為DeHa11。後來車隊編號改為MoHa611。在1960年起變為拖車，編號改為SaHa701。在1963年轉移至小松線。在1965年退役。
MoHa1810形（MoHa1814）
曾經為加南線的主力車輛。在1962年，宇和野至新粟津之間廢除時由於車輛過剩，車輛在金石線上行走，在1964年轉移至小松線。
MoHa1800形（MoHa1802）
在片山津線廢除之際於1965年轉移至小松線。在轉移時，集電裝置由Y字支架受電弓改為Z型集電弓，再後來改用來自金澤市內線MoHa2100形小型集電弓。在退役後與能登線KiHa5201一樣，被變為餐廳。在1980年代被撤走。
SaHa1600形（SaHa1601）
原本車輛來自淺野川線前身淺野川電氣鐵道。在1927年由日本車輛製造，為一架半鋼製轉向架車。車型從Ka5，曾經被名為DeHa2，後來再改為MoHa1601。在1956年轉移至金石線。在1964年改裝為拖車後轉移至小松線。
MoHa3000形（MoHa3001-3005）
在1949年由日本鐵道自動車製造。在1971年，一共5架車從金石線轉移至小松線。以取代上述多架舊車。該5架車在路線廢除前一直使用。

## 替代巴士
在廢線後舊小松巴士（在2021年7月1日與加賀溫泉巴士合併為北鐵加賀巴士）開設替代巴士，開設來往小松站至鵜川遊泉寺外的Hanibe前之間的巴士路線。

## 注腳